# 鹽法
盐法一般是指政府管理盐的产制运销的制度、盐政法令和则例。各国盐法各异，有行专卖制、行征税制、行无税制。
從盐一誕生起，中國王室就立有盐法。中國長久以來對鹽即有專賣榷禁的制度。在周朝時，掌鹽政之官叫「鹽人」。《周禮·天官·鹽人》記述鹽人掌管鹽政，管理各種用鹽的事務。祭祀要用苦鹽、散鹽，待客要用形鹽，大王的膳饈要用飴鹽。春秋战国时，设有官征税。
漢初允許私人經營鹽業。漢武帝時頻年用兵﹐財用不足，元狩四年（前119年）采用御史大夫张汤建议，開始設立盐法，實行官鹽專賣，歸入大司農，禁止私產私營。《史記·平準書》中記載，當時誰敢私自製鹽，就施以把左腳趾割掉的刑罰。漢宣帝時﹐賢良文學大力攻擊鹽鐵官營﹐有鹽鐵之議﹐遂成《鹽鐵論》一書。但昭帝依桑弘羊议，仍行专卖。漢光武帝時廢除食鹽專賣之法﹐聽任百姓製鹽﹐自由販運，史稱“就场征税制”。
晉初承魏制﹐仍實行食鹽專賣﹐並設有司鹽都尉﹑司鹽監丞管理鹽政。當時私煮鹽者百姓要判四年刑，官吏判兩年。立鹽法後，市民食鹽是有規定的。
安史之亂后，財政陷入困境，朝廷開始實施“榷鹽法”，由官方壟斷食鹽價格，大曆末“天下之賦，鹽利居半，宫闈、服御、軍餉、百官禄俸，皆仰給焉。”。张謇《张季子说盐》论:“盐法公私广狭之义，以唐为大界:唐以前公诸民，主广义；唐以后私诸官，主狭义”。
宋朝鹽法較唐朝更為完備。北宋崇寧以後﹐由蔡京執政﹐推行鹽鈔法。政和三年（1113年）蔡京又創行鹽引法﹐以官袋裝鹽。此法在南宋繼續實行。
元朝時全國鹽務皆歸戶部統管。元仁宗延祐二年（1315年）每引鹽價格高達一百五十貫，又強迫農民收購官鹽，最後導致農民起義，张士诚本人即淮南盐贩，方国珍是浙江盐贩。故史家有“元代之亡，亡于盐政紊乱”之语。
明朝鹽法初承元制﹐不久有所變動，另設巡鹽御史管理鹽業。明代中葉實行開中法，以納糧換鹽，史稱“有明鹽法﹐莫善於開中”。晉商為方便籌糧，改行商屯，直接在邊界開墾荒地，就地產糧。成化年间停用开中法，改行折色法，盐商直接向户部、运司纳粮换取盐引。
清朝設置鹽院﹐管理鹽業。清初扬州盐商豪侈無比，乾隆三十年，乾隆帝南巡至扬州時曾感叹:“盐商之财力伟哉！”。乾隆三十三年，爆發「两淮盐引案」，纪晓岚受到牵连，而被发配新疆。道光十一年（1831年），行「票鹽法」，盐价開始暴跌，“楚西各岸，盐价骤贱，民众为之欢声雷动。”
国民政府于1931年公布盐法，标榜就场征税，任人买卖，但未实行。1942年1月改行盐专卖，1945年2月又改就场就仓征税，运销归于民营。